# Harsiesi
Pour les articles homonymes, voir Harsiesi (homonymie).
Harsiesi, fils de Paious, est un chef rebelle égyptien qui se souleva contre Ptolémée VIII en 131 (avant notre ère) dans le sud de l'Égypte.
Il réussit à prendre brièvement le contrôle de Thèbes entre le 25 juillet 131 av. J.-C. et le 15 octobre 131 av. J.-C. profitant de la guerre civile entre Ptolémée VIII et sa sœur Cléopâtre II. S'étant proclamé roi, il est chassé de Thèbes le 10 novembre 131 av. J.-C. ; il serait mort au combat le 16 septembre 129 av. J.-C. selon certaines sources.